# Корольков, Павел Михайлович
Павел Михайлович Корольков (11 февраля 1899 года, местечко Межеречье, ныне Мазовецкое воеводство, Польша — 25 января 1995 года, Одесса) — советский военный деятель, генерал-лейтенант артиллерии (1943).

## Начальная биография
Павел Михайлович Корольков родился 11 февраля 1899 года в местечке Межеречье ныне Мазовецкого воеводства Польши.

## Военная служба

### Первая мировая и гражданская войны
В 1916 году окончил Нижегородский кадетский корпус, после чего был направлен на учёбу в Константиновское артиллерийское училище, которое ускоренно закончил. В феврале 1917 года был призван в ряды Русской императорской армии и направлен на Западный фронт, где был назначен на должность командира артиллерийского взвода.
В апреле 1918 года в чине прапорщика был демобилизован из рядов армии.
В декабре 1918 года вступил в ряды РККА и назначен на должность инструктора артиллерии особого назначения Московского военного округа, затем — на должность помощника начальника оперативного отделения и военного цензора штаба 9-й армии, а в июле 1919 года — на должность начальника разведки 3-го легкоартиллерийского дивизиона (34-я стрелковая дивизия). Принимал участие в боевых действиях на Южном и Юго-Восточном фронтах против войск под командованием генерала А. И. Деникина, а также участвовал в подавлении восстаний в Кубанской области.

### Межвоенное время
В августе 1921 года Корольков был назначен на должность командира батареи, затем — на должность помощника начальника штаба 13-го артиллерийского полка (13-я Дагестанская стрелковая дивизия, Северо-Кавказский военный округ), а в октябре 1926 года — на должность командира артиллерийского дивизиона 38-го стрелкового полка (13-я Дагестанская стрелковая дивизия).
В апреле 1924 года Корольков был направлен на учёбу на артиллерийские курсы усовершенствования командного состава в Детском Селе, которые закончил в декабре 1925 года.
В марте 1928 года был назначен на должность начальника штаба 9-го корпусного артиллерийского полка (Северо-Кавказский военный округ), в ноябре 1931 года — на должность начальника пункта ПВО города Ростов-на-Дону, в мае 1932 года — на должность офицера для поручений 1-го разряда Реввоенсовета СКВО, в марте 1933 года — на должность помощника начальника 1-го сектора Управления начальника артиллерии Северо-Кавказского военного округа, а в январе 1934 года — на должность командира 38-го артиллерийского полка (38-я стрелковая дивизия).
В декабре 1934 года был повторно направлен на артиллерийские курсы усовершенствования командного состава в Детском Селе, по окончании которых продолжил командовать 38-м артиллерийским полком.
В 1939 году окончил курсы усовершенствования начальствующего состава при [[Артиллерийская академия имени Ф. Э. Дзержинского|Артиллерийской академии им. Ф. Э. Дзержиа — на должность заместителя начальника артиллерии по боевой подготовке 10-й армии (Западном фронте.
В ноябре 1941 года был назначен на должность начальника штаба артиллерии 30-й армии, в июне 1942 года — на должность начальника штаба Управления начальника артиллерии 10-й резервной армии, а в июле — на должность командующего артиллерией 1-й гвардейской армии.
24 апреля 1943 года генерал-лейтенант Павел Михайлович Корольков был назначен на должность командира 5-го артиллерийского корпуса прорыва, а 18 мая 1943 года — на должность командира 7-го артиллерийского корпуса прорыва, который принимал участие в ходе Курской битвы, а затем в битве за Днепр, Проскуровско-Черновицкой, Львовско-Сандомирской, Висло-Одерской, Нижнесилезской и Берлинской наступательных операциях. За отличие в боевых действиях по освобождению Львова 7-му артиллерийскому корпусу прорыва было присвоено почётное наименование «Львовский».

### Послевоенная карьера
После окончания войны Корольков продолжил командовать 7-м артиллерийским корпусом прорыва. В декабре 1945 года был назначен на должность командира 10-го артиллерийского, в июне 1946 года — на должность командира 2-го артиллерийского корпусов прорыва, в июне 1949 года — на должность начальника Высшей офицерской артиллерийской технической школы, а в июле 1953 года — на должность начальника военной кафедры Одесского государственного университета. В сентябре 1959 года вышел в запас.
Жил в Одессе. Умер 25 января 1995 года.

## Награды
- Орден Ленина (21.02.1945)
- Четыре ордена Красного Знамени (28.07.1942, 07.08.1943, 03.11.1944, 1948)
- Орден Суворова 1-й степени (29.05.1945)
- Два ордена Суворова 2-й степени (10.01.1944, 06.04.1945)
- Орден Отечественной войны 1-й степени (11.03.1985)
- Медали[1].

Других  государств
- Командор Ордена Британской Империи (Великобритания 1944) [2]
- Военный крест (ЧССР)
- Медаль «За Варшаву 1939—1945» (ПНР)